# Міщенко Андрій Миколайович
Андрі́й Микола́йович Мі́щенко (нар. 1 січня 1973, Львів) — український політик правого спрямування. Народний депутат України 7-го скликання (член парламентської фракції ВО «Свобода»).

## Біографія
У 1996 році закінчив Львівський політехнічний інститут за фахом «архітектура». Професійно займався спортом (веслування), чемпіон України.

### Політична кар'єра
Бувши студентом, став активістом Революції на граніті (1990). З 1991 — член ВО «Свобода» (до 2004 — СНПУ).
В 1993 році особисто брав участь у нападах на офіси УРП і Студентського Братства Львівської Політехніки.
На парламентських виборах в 1998 році був кандидатом у народні депутати від виборчого блоку «Менше Слів» (№ 24 у виборчому списку). У цей блок входили дві партії — «Державна самостійність» і Соціал-національна партія України (СНПУ). Остання пізніше була перейменована в «Свободу». В результаті блок не потрапив до Верховної Ради, набравши 0,17 %, зайнявши передостаннє 29 місце. На час виборів був заступником директора приватного підприємства «Стимул-1», а також головою Франківської районної організації СНПУ Львова.
2008 року очолив Чернігівську обласну організацію ВО «Свобода», яку розбудував фактично з нуля. Особисто займався вишколом «свободівців» міст Прилуки та Ніжин, де на місцевих виборах «Свобода» провела своїх кандидатів до міських та районних рад, створила фракції.
На парламентських виборах 2012 року був головою Дніпропетровського обласного штабу партії. На час виборів був головою фермерського господарства «Колоденське».
Був обраний народним депутатом від ВО «Свобода» (№ 19 у виборчому списку). Про перші дні у Верховній Раді говорить так:
| «Ми не дали партії влади провести бліцкриг, як вони це планували, — ухвалити першого ж дня кандидатури спікера і прем'єра. З нами почали рахуватись, адже «регіонали» зрозуміли, що «піаністів» у цьому скликанні Ради вже не буде. Іншим важливим моментом є те, що вперше за 21 рік незалежності ми змусили виступаючих з трибуни найвищого законодавчого органу держави говорити виключно державною мовою». |
Андрій Міщенко є головою підкомітету з питань виконання кримінальних покарань та організації і діяльності органів та установ виконання покарань Комітету Верховної Ради з питань законодавчого забезпечення правоохоронної діяльності; член Міжпарламентської групи «Україна-Російська Федерація»; уповноважений фракції ВО «Свобода» у Верховній Раді по Дніпропетровській та Запорізькій області.
Один із політиків, який гостро й виклично критикує персону Віктора Медведчука:
| «Свобода» виступає проти входження України до Митного союзу та федералізації, яку намагається нав’язати кум Путіна Віктор Медведчук. Вкотре хочу наголосити, що Медведчук – це ворог українського народу. Він ще мусить відповісти перед українцями за Стуса». |
3 червня 2015 року з'їзд Всеукраїнського об'єднання «Свобода» висунув Андрія Міщенка кандидатом у народні депутати України на проміжних виборах до Верховної Ради, які відбудуться 26 липня 2015 р. на мажоритарному окрузі № 205 (місто Чернігів).

### Особисте життя
Одружений. Виховує трьох синів.
Роман, Орест, Теодор .

## Нагороди
- Медаль «За жертовність та любов до України» (УПЦ КП, червень 2015)[4]